# 理查德·普莱斯 (作家)
理查德·普莱斯（Richard Price，1949年10月12日-）是一位美国小說家和編劇，他的多部小说都以新泽西州北部一个名叫邓普西（Dempsy）的虚构城市为背景。普莱斯还为火线重案组、異鄉客、罪夜之奔、金錢本色等多部电视剧和電影写过剧本。